# Monster (Noyz Narcos)
Monster è il quarto album in studio del rapper italiano Noyz Narcos, pubblicato il 9 aprile 2013 dalla Propaganda Records e distribuito dalla Sony Music.

## Descrizione
A differenza dell'album precedente, prodotto quasi interamente da DJ Sine, le tracce presenti in Monster sono state prodotte da dieci produttori differenti, annunciati il 23 novembre attraverso la pagina Facebook del rapper. Le collaborazioni sono perlopiù con i componenti del collettivo TruceKlan, tra cui Metal Carter e Chicoria.

## Promozione
Anticipato dal singolo Game Over e originariamente previsto per il 31 maggio 2012, il disco è stato pubblicato soltanto il 9 aprile dell'anno successivo. Il 18 marzo viene annunciato il video musicale di Attica, mentre il 13 maggio è stato pubblicato quello di Alfa Alfa. Il 9 luglio viene pubblicato il trailer del video della title track, diretto da Trash Secco e da Rome York. Il 20 novembre è stato pubblicato il video di Dope Boys, diretto da Trash Secco. Il brano ha visto la partecipazione di Nex Cassel.

## Tracce
1. Alfa Alfa – 2:17 (testo: Emanuele Frasca – musica: Shablo)
2. Game Over – 2:58 (testo: Emanuele Frasca – musica: The Orthopedic)
3. Attica – 3:10 (testo: Emanuele Frasca – musica: Sine)
4. Via con me – 3:10 (testo: Emanuele Frasca – musica: Denny the Cool)
5. Monster – 2:51 (testo: Emanuele Frasca – musica: Fuzzy)
6. Notte insonne (feat. Ntò chorus Vacca) – 3:20 (testo: Emanuele Frasca, Antonio Riccardi, Alessandro Vacca – musica: Denny the Cool)
7. My Love Song (feat. Tormento scratch DJ Gengis) – 4:00 (testo: Emanuele Frasca, Massimiliano Cellamaro, Loris Malaguti – musica: Fritz da Cat)
8. Hasta la muerte (feat. Chicoria) – 3:06 (testo: Emanuele Frasca, Armando Sciotto – musica: Don Joe)
9. Drive Solo (+ keyboards Fuzzy) – 2:17 (testo: Emanuele Frasca – musica: Fuzzy)
10. Count Down (feat. Gast scratch DJ Gengis) – 3:29 (testo: Emanuele Frasca, Marco Voghera, Loris Malaguti – musica: Fuzzy)
11. Molotov (feat. Gionni Gioielli) – 3:14 (testo: Emanuele Frasca, Matteo Prata – musica: Denny the Cool)
12. Strategia del terrore (feat. Aban) – 3:07 (testo: Emanuele Frasca, Paolo Morelli – musica: Kiquè)
13. Dope Boys (feat. Nex Cassel) – 2:43 (testo: Emanuele Frasca, Franco Nardo – musica: Mace)
14. Rome Calling (feat. Fetz Darko) – 3:19 (testo: Emanuele Frasca, Fetz Darko – musica: Shablo)
15. Zona d'ombra (feat. Mystic 1 & Metal Carter) – 5:00 (testo: Emanuele Frasca, Gabriele Clemente, Marco De Pascale – musica: Kiquè)
16. Ogni volta – 4:01 (testo: Emanuele Frasca – musica: Frenetik Beat)

Contenuto aggiuntivo nella versione Reloaded
- CD

1. Aspetta la notte – 2:42
2. Charlie Sheen – 2:57
3. Monster (RMX Salmo) – 3:28
4. Via con me (RMX Big Joe) – 3:27

- DVD

1. Video Monster

## Classifiche
| Classifica (2013) | Posizione massima |
| ----------------- | ----------------- |
| Italia            | 7                 |